# الدوري المصري الممتاز 1984–85
الموسم التاسع والعشرون من الدوري المصري الممتاز لكرة القدم، انتهى بتتويج الأهلي بلقبه التاسع عشر.

## الأندية المشاركة
| - الأهلي - الزمالك (حامل اللقب) - الإسماعيلي - الاتحاد السكندري - المنصورة (صاعد) - غزل دمياط (صاعد) | - المصري - الأوليمبي - المقاولون العرب - غزل المحلة - المنيا - الترسانة |

## الترتيب
| الترتيب | النادي           | ل  | ف  | ت  | خ  | له | عليه | ±   | ن  | تأهل/هبوط                                 |
| ------- | ---------------- | -- | -- | -- | -- | -- | ---- | --- | -- | ----------------------------------------- |
| 1       | الأهلي (ب)       | 22 | 16 | 3  | 3  | 29 | 8    | 21  | 35 | تأهل إلى كأس أفريقيا للأندية أبطال الكؤوس |
| 2       | الزمالك          | 22 | 11 | 10 | 1  | 29 | 12   | 17  | 32 | تأهل إلى كأس أفريقيا للأندية أبطال الدوري |
| 3       | الإسماعيلي       | 22 | 7  | 11 | 4  | 22 | 15   | 7   | 25 |                                           |
| 4       | غزل المحلة       | 22 | 7  | 10 | 5  | 17 | 14   | 3   | 24 |                                           |
| 5       | الترسانة         | 22 | 9  | 5  | 8  | 26 | 21   | 5   | 23 |                                           |
| 6       | المصري           | 22 | 7  | 8  | 7  | 22 | 19   | 3   | 22 |                                           |
| 7       | الاتحاد السكندري | 22 | 3  | 13 | 6  | 13 | 16   | -3  | 19 |                                           |
| 8       | المقاولون        | 22 | 4  | 10 | 8  | 12 | 20   | -8  | 18 |                                           |
| 9       | المنيا           | 22 | 3  | 12 | 7  | 9  | 20   | -11 | 18 |                                           |
| 10      | المنصورة         | 22 | 5  | 7  | 10 | 8  | 18   | -10 | 17 |                                           |
| 11      | الأوليمبي (هـ)   | 22 | 5  | 6  | 11 | 15 | 24   | -9  | 16 | هبوط إلى الدوري المصري الدرجة الثانية     |
| 12      | غزل دمياط (هـ)   | 22 | 2  | 11 | 9  | 8  | 23   | -15 | 15 | هبوط إلى الدوري المصري الدرجة الثانية     |

 (ب)= البطل، (هـ)= هبط، ل= لعب; ف = فوز; ت = تعادل; خ = خسارة; له = أهداف لصالحه; عليه = عليه من الأهداف; ± = فارق الأهداف; ن= نقاط

المصدر: 

## الهدافون
| الترتيب | اللاعب    | الجنسية | النادي     | الأهداف |
| ------- | --------- | ------- | ---------- | ------- |
| 1       | محمد حازم | مصر     | الإسماعيلي | 11      |

المصدر: 

## روابط خارجية
- صفحة الموسم على RSSSF
- صفحة الموسم على سوبر كورة.كوم
- صفحة الموسم على شبكة كرة القدم المصرية

| بطل الدوري المصري الممتاز 1984–85                                           |
| --------------------------------------------------------------------------- |
| [[ملف:\|45x32px\|border \|alt=\|link=]] نادي الأهلي (مصر) للمرة التاسعة عشر |

| سبقه 1983–84 | الدوري المصري الممتاز 1984–85 | تبعه 1985–86 |